# Бойко, Алла Николаевна
Алла Николаевна Бойко (1921-1983) — ученый-медик, доктор медицинских наук (1971), профессор кафедры инфекционных болезней Ростовского государственного университета.

## Биография
Алла Николаевна Бойко  родилась в 1921 году в станице Константиновской Краснодарского края. В 1947 году успешно окончила  Ростовский государственный медицинский университет (ныне Ростовский государственный медицинский университет). В 1948–1949 годах работала врачом-ординатором в больнице скорой медицинской помощи №2 города Ростова-на-Дону.
В 1949-1952 годах училась в клинической ординатуре по педиатрии в Ростовском областном научно-исследовательском педиатрическом институте. С 1952 года работала ассистентом кафедры госпитальной педиатрии Ростовского государственного медицинского института.
В 1957 году защитила кандидатскую диссертацию на тему: «Биолектрическая активность головного мозга при некоторых воздействиях, приводящих к возникновению экспериментальной пневмонии». С 1965 по 1983 год руководила кафедрой факультетской педиатрии. В 1981 году кафедра была преобразована в кафедру детских болезней №2.
В 1971 году защитила докторскую диссертацию на тему «Некоторые аспекты функциональных нарушений при бронхиальной астме у детей» (научный руководитель профессор Давыдов Виктор Петрович). Имеет ученую степень доктора медицинских наук и звание профессора.
В свое время в Ростове-на-Дону по инициативе А. Н. Бойко  была создана детская аллергологическая служба.
Область научных интересов: аллергические заболевания у детей,  детская бронхо-легочная и сердечно-сосудистая патология. Ею были предложены методы диагностики и лечения бронхиальной астмы у детей.
Профессор А. Н. Бойко является автором около 130 научных работ, включая 9 учебно-методических пособий, написала книгу «Болезни органов дыхания детей».
Под руководством А. Н. Бойко было подготовлено и защищено 4 кандидатских диссертаций, подготовлено 60 клинических ординаторов.